# Kia Magentis
Kia Magentis (i USA og siden 2012 også i Europa Kia Optima, i Kina og Sydkorea Kia Lotze eller fra tredje generation Kia K5) er en sedan tilhørende den store mellemklasse, produceret af den sydkoreanske bilfabrikant Kia Motors.
Magentis er efterfølger for Kia Clarus, som dog blev produceret sideløbende med Magentis frem til slutningen af 2001.

## Magentis/Optima (GD, 2000−2005)
Kia Magentis blev introduceret i slutningen af 2000 som efterfølger for Kia Clarus. Den var mekanisk identisk med søstermodellen Hyundai Sonata. Forskellen lå kun i designet for og bag, mens sidelinjerne og interiøret var stort set identisk.
I efteråret 2003 fik modellen i rammerne af et optisk facelift den interne kode GD II, og kunne udefra kendes på de for daværende Kia-modeller karakteristiske dobbelte forlygter fra den mindre Shuma, som lignede Mercedes-Benz-modeller. Interiøret fik en ny midterkonsol med træindlæg, ligesom det ellers uændrede rat i læder i mange europæiske lande fik træindsats. I 2004 blev den vertikale "vandfaldsgrill" erstattet af mere diskrete, horisontale kromlister og i 2005 blev ligesom på Kia Rio de orange blinklysindsatse fjernet og erstattet af orangefarvede pærer.
På grund af den firecylindrede motors stål- og V6-motorens aluminiumsbyggemåde vejede begge motorer næsten det samme. De enkelte modellers vægtforskelle var derfor udelukkende udstyrsbegrundede.
De forreste separate hjulophæng var i hver side udstyret med to trekantled og bagest en tværstabilisator og en flerleddet bagaksel samt gastryksstøddæmpere hele vejen rundt. Bagakslen havde derudover en dynamisk sporstyring for bedre kurvestabilitet. Det aktive sikkerhedsudstyr omfattede en elektronisk bremsekraftfordeling som del af det 4-kanals ABS-system samt antispinregulering (sidstnævnte dog ikke i basismodellen LX), men ingen ESP. For den passive sikkerhed sørgede to front- og to sideairbags i samtlige versioner. På komfortsiden havde modellen "Solar-ruder" med UV- og infrarøddæmpende virkning samt den for første gang tilgængelige recirkulationsautomatik AQS ("Air Quality System", dog ikke i basismodellen LX), som ved en for høj udstødningsgastæthed i den indsugede luft automatisk skiftede over til recirkuleret luft. I den faceliftede udgave var førersædet ligeledes hævet.
- Kia Magentis (2000−2003) bagfra
- Kia Magentis (2003–2005)
- Kia Magentis (2003−2005) bagfra

### Tekniske data
|                                                | 2,0                             | 2,5                              |
| Byggeår                                        | 2000−2005                       | 2000−2005                        |
| Motordata                                      |                                 |                                  |
| Motorkode                                      | G4JP                            | G6BV                             |
| Motortype                                      | R4-benzinmotor                  | V6-benzinmotor                   |
| Antal ventiler pr. cylinder                    | 4                               | 4                                |
| Ventilstyring                                  | DOHC, tandrem                   | 2 × DOHC, tandrem/kæde           |
| Fødesystem                                     | Multipoint                      | Multipoint                       |
| Trykladning                                    | –                               | –                                |
| Køling                                         | Vandkøling                      | Vandkøling                       |
| Boring × slaglængde                            | 85,0 × 88,0 mm                  | 84,0 × 75,0 mm                   |
| Slagvolume                                     | 1997 cm³                        | 2493 cm³                         |
| Kompressionsforhold                            | 10,0:1                          | 10,0:1                           |
| Maks. effekt ved omdr./min.                    | 100 kW (136 hk) /6000           | 124 kW (168 hk) /6000            |
| Maks. drejningsmoment ved omdr./min.           | 180 Nm /4600                    | 230 Nm /4000                     |
| Kraftoverførsel                                |                                 |                                  |
| Drivende hjul                                  | Forhjul                         | Forhjul                          |
| Gearkasse, standardudstyr                      | 5-trins manuel                  | 5-trins manuel                   |
| Gearkasse, ekstraudstyr                        | 4-trins automatisk              | 4-trins automatisk               |
| Præstationer                                   |                                 |                                  |
| Topfart                                        | 207 km/t (195 km/t)             | 214 km/t (209 km/t)              |
| Acceleration, 0–100 km/t                       | 10,6 sek. (13,1 sek.)           | 8,5 sek. (10,9 sek.)             |
| Brændstofforbrug pr. 100 km ved blandet kørsel | 8,9 liter (9,3 liter) Blyfri 95 | 9,2 liter (10,4 liter) Blyfri 95 |
| CO2-udslip ved blandet kørsel                  | 204 g/km (220 g/km)             | (246 g/km)                       |

1. ↑  Værdier i parentes ( ) gælder for versioner med automatgear.

## Magentis/Optima (MG, 2005−2010)
Den 10. november 2005 kom den anden generation af Magentis, som udefra adskilte sig stærkt fra forgængeren, på markedet. Også forskellene til den lignende Hyundai Sonata blev større og blev understreget af en særskilt platform med længere akselafstand og McPherson- i stedet for dobbelte tværled som forhjulsophæng.
Magentis fandtes med en 2,0-liters firecylindret benzinmotor med 106 kW (144 hk), en 2,4-liters med 118 kW (160 hk) (ikke i Europa) og en 2,7-liters V6-motor med 139 kW (189 hk) (kun med automatgear), samt for første gang en 2,0-liters commonrail-dieselmotor med 103 kW (140 hk). Sikkerhedsudstyret var også blevet forbedret, så Magentis som standard rådede over seks airbags, ABS og ESP. I Euro NCAPs kollisionstest fik modellen fire ud af fem mulige stjerner.
- Magentis bagfra
- Lygtegrafik udenfor Europa

### Facelift
Den i juni 2008 i Sydkorea præsenterede og fra januar 2009 i Europa tilgængelige, i rammerne af et facelift modificerede model havde 8 cm større længde og nyt front- og bagparti samt den af Peter Schreyer designede, mærketypiske "Tiger Nose"-kølergrill. Udstyrsmæssigt fik bilen i mange lande LED-baglygter, gearskifteknapper på rattet og i topmodellerne Keyless Go nøglefri indstigning.
Den faceliftede model blev først præsenteret på New York International Auto Show i marts 2008 med nyt ekstraudstyr som f.eks. en startknap. 2,4-litersmotorens effekt steg fra 163 til 175 hk ved samme lave brændstofforbrug. Også V6-motoren blev let modificeret, hvilket øgede dens effekt fra 189 til 193 hk. Bortset fra gearskifteknapperne og Keyless Go blev disse nyheder allerede introduceret i Korea i 2007 i den gamle model.
I slutningen af 2010 udgik anden generation af Magentis af produktion.
- Kia Magentis (2008–2010)
- Kia Magentis (2008−2010) bagfra

### Tekniske data
|                                                | 2,0                             | 2,0                             | 2,7                    | 2,7                    | 2,0 CRDi                     | 2,0 CRDi                     |
| Byggeår                                        | 2005−2008                       | 2008−2010                       | 2005−2008              | 2008−2010              | 2005−2008                    | 2008−2010                    |
| Motordata                                      |                                 |                                 |                        |                        |                              |                              |
| Motorkode                                      | G4KA                            | G4KA                            | G6EA                   | G6EA                   | D4EA                         | D4EA                         |
| Motortype                                      | R4-benzinmotor                  | R4-benzinmotor                  | V6-benzinmotor         | V6-benzinmotor         | R4-dieselmotor               | R4-dieselmotor               |
| Antal ventiler pr. cylinder                    | 4                               | 4                               | 4                      | 4                      | 4                            | 4                            |
| Ventilstyring                                  | DOHC, tandrem                   | DOHC, tandrem                   | 2 × DOHC, tandrem/kæde | 2 × DOHC, tandrem/kæde | OHC, tandrem                 | OHC, tandrem                 |
| Fødesystem                                     | Multipoint                      | Multipoint                      | Multipoint             | Multipoint             | Commonrail                   | Commonrail                   |
| Trykladning                                    | –                               | –                               | –                      | –                      | Turbolader, ladeluftkøler    | Turbolader, ladeluftkøler    |
| Køling                                         | Vandkøling                      | Vandkøling                      | Vandkøling             | Vandkøling             | Vandkøling                   | Vandkøling                   |
| Boring × slaglængde                            | 86,0 × 86,0 mm                  | 86,0 × 86,0 mm                  | 86,7 × 75,0 mm         | 86,7 × 75,0 mm         | 83,0 × 92,0 mm               | 83,0 × 92,0 mm               |
| Slagvolume                                     | 1998 cm³                        | 1998 cm³                        | 2656 cm³               | 2656 cm³               | 1991 cm³                     | 1991 cm³                     |
| Kompressionsforhold                            | 10,5:1                          | 10,5:1                          | 10,4:1                 | 10,4:1                 | 17,3:1                       | 17,3:1                       |
| Maks. effekt ved omdr./min.                    | 106 kW (144 hk) /6000           | 121 kW (165 hk) /6200           | 138 kW (188 hk) /6000  | 142 kW (193 hk) /6000  | 103 kW (140 hk) /4000        | 110 kW (150 hk) /3800        |
| Maks. drejningsmoment ved omdr./min.           | 189 Nm /4250                    | 197 Nm /4600                    | 247 Nm /4000           | 247 Nm /4500           | 305 Nm /1800−2500            | 305 Nm /1800−2500            |
| Kraftoverførsel                                |                                 |                                 |                        |                        |                              |                              |
| Drivende hjul                                  | Forhjul                         | Forhjul                         | Forhjul                | Forhjul                | Forhjul                      | Forhjul                      |
| Gearkasse, standardudstyr                      | 5-trins manuel                  | 5-trins manuel                  | 5-trins automatisk     | 5-trins automatisk     | 6-trins manuel               | 6-trins manuel               |
| Gearkasse, ekstraudstyr                        | 4-trins automatisk              | 4-trins automatisk              | –                      | –                      | 4-trins automatisk           | 4-trins automatisk           |
| Præstationer                                   |                                 |                                 |                        |                        |                              |                              |
| Topfart                                        | 208 km/t (195 km/t)             | 210 km/t (200 km/t)             | (220 km/t)             | (220 km/t)             | 201 km/t (200 km/t)          | 201 km/t (200 km/t)          |
| Acceleration, 0–100 km/t                       | 10,2 sek. (11,2 sek.)           | 9,9 sek. (10,1 sek.)            | (9,1 sek.)             | (9,0 sek.)             | 10,4 sek. (11,7 sek.)        | 10,3 sek. (11,3 sek.)        |
| Brændstofforbrug pr. 100 km ved blandet kørsel | 7,7 liter (8,1 liter) Blyfri 95 | 7,5 liter (7,8 liter) Blyfri 95 | (9,2 liter) Blyfri 95  | (9,1 liter) Blyfri 95  | 6,0 liter (7,3 liter) Diesel | 6,0 liter (6,9 liter) Diesel |
| CO2-udslip ved blandet kørsel                  | 184 g/km (191 g/km)             | 178 g/km (185 g/km)             | (220 g/km)             | (215 g/km)             | 162 g/km (191 g/km)          | 158 g/km (185 g/km)          |

1. ↑  Værdier i parentes ( ) gælder for versioner med automatgear.

## Optima (TF, 2010−)
På New York Auto Show blev den nye generation præsenteret i april 2010. Denne hedder i Europa, ligesom de foregående generationer i Nordamerika, Kia Optima.
Modellens design, som med mere markante linjer afviger tydeligt fra forgængeren, er lavet af Peter Schreyer og blev belønnet i 2011 med "red dot" og "iF product design award". Bilen bygges i Frankfurt og Irvine (Californien) og er teknisk baseret på Hyundai i40. Forgængeren var baseret på den kun af Kia benyttede "MG"-platform, på hvilken også Kia Carens III var baseret (dens navn havde intet med bilmærket MG at gøre).
Ligesom i40 sælges Optima på forskellige markeder med benzinmotorer på 2,0 liter med 166 hk, samt en 2,4-litersmotor med direkte indsprøjtning og 203 hk og en 2,0-litersmotor med direkte indsprøjtning, turbolader og 278 hk. Alle disse motorer kommer fra samme byggeserie. Fra 2011 findes Optima i USA og Canada også i en hybridudgave med 209 hk.
I Europa findes Optima med en nyudviklet 2,0-liters benzinmotor med 166 hk og en 1,7-liters dieselmotor med 136 hk, som begge kan kombineres med enten en sekstrins manuel eller automatisk gearkasse, samt i en hybridversion. I modsætning til USA-modellen er slagvolumet i hybridudgaven reduceret fra 2,4 til 2,0 liter. Hybridversionen har en systemydelse på 140 kW (190 hk) og kører rent elektrisk op til en hastighed på 100 km/t.
Både for- og baglygterne har for første gang i Optima LED-dagkørelys. Til forgængeren kunne det kun fås i Sydkorea. I modsætning til forgængeren kan modellen som ekstraudstyr fås med Bluetooth, bjergigangsætningsassistent, dæktrykskontrolsystem, klimatiserede for- og opvarmelige bagsæder, opvarmeligt rat og panoramatag. De tre sidstnævnte ting fås ikke til i40.

### Tekniske data
|                                                | 2,0                             | 2,4                             | 2,0 Hybrid                                                                                          | 2,0 Hybrid                                                                                          | 2,0 T                     | 1,7 CRDi                     |
| Marked                                         | Europa, USA                     | USA                             | Europa                                                                                              | USA                                                                                                 | USA                       | Europa                       |
| Byggeår                                        | 2010−                           | 2010−                           | 2011−                                                                                               | 2011−                                                                                               | 2010−                     | 2010−                        |
| Motordata                                      |                                 |                                 | | |                           |                              |
| Motortype                                      | R4-benzinmotor                  | R4-benzinmotor                  | R4-benzinmotor                                                                                      | R4-benzinmotor                                                                                      | R4-benzinmotor            | R4-dieselmotor               |
| Antal ventiler pr. cylinder                    | 4                               | 4                               | 4                                                                                                   | 4                                                                                                   | 4                         | 4                            |
| Ventilstyring                                  | DOHC, kæde                      | DOHC, kæde                      | DOHC, kæde                                                                                          | DOHC, kæde                                                                                          | DOHC, kæde                | DOHC, kæde                   |
| Fødesystem                                     | Multipoint                      | Direkte                         | Multipoint                                                                                          | Multipoint                                                                                          | Direkte                   | Commonrail                   |
| Trykladning                                    | –                               | –                               | –                                                                                                   | –                                                                                                   | Turbolader, ladeluftkøler | Turbolader, ladeluftkøler    |
| Køling                                         | Vandkøling                      | Vandkøling                      | Vandkøling                                                                                          | Vandkøling                                                                                          | Vandkøling                | Vandkøling                   |
| Boring × slaglængde                            | 81,0 × 97,0 mm                  | 88,0 × 97,0 mm                  | 81,0 × 97,0 mm                                                                                      | 81,0 × 97,0 mm                                                                                      | 86,0 × 86,0 mm            | 77,2 × 90,0 mm               |
| Slagvolume                                     | 1999 cm³                        | 2359 cm³                        | 1999 cm³                                                                                            | 1999 cm³                                                                                            | 1998 cm³                  | 1685 cm³                     |
| Kompressionsforhold                            | 10,3:1                          | 11,3:1                          | 13,0:1                                                                                              | 13,0:1                                                                                              | 9,5:1                     | 17,0:1                       |
| Maks. effekt ved omdr./min.                    | 122 kW (166 hk) /6500           | 149 kW (203 hk) /6000           | Benzinmotor: 110 kW (150 hk) /6000 Elmotor: 30 kW (40 hk) /1400−6000 Samlet effekt: 140 kW (190 hk) | Benzinmotor: 124 kW (168 hk) /6000 Elmotor: 30 kW (40 hk) /1400−6000 Samlet effekt: 154 kW (209 hk) | 204 kW (278 hk) /6000     | 100 kW (136 hk) /4000        |
| Maks. drejningsmoment ved omdr./min.           | 196 Nm /4800                    | 252 Nm /4250                    | Benzinmotor: 180 Nm /5000 Elmotor: 205 Nm /0−1400 Samlet moment: 205 Nm                             | Benzinmotor: 209 Nm /4250 Elmotor: 205 Nm /0−1400 Samlet moment: 265 Nm                             | 365 Nm /1750−4500         | 325 Nm /2000−2500            |
| Kraftoverførsel                                |                                 |                                 | | |                           |                              |
| Drivende hjul                                  | Forhjul                         | Forhjul                         | Forhjul                                                                                             | Forhjul                                                                                             | Forhjul                   | Forhjul                      |
| Gearkasse, standardudstyr                      | 6-trins manuel                  | 6-trins manuel                  | 6-trins automatisk                                                                                  | 6-trins automatisk                                                                                  | 6-trins automatisk        | 6-trins manuel               |
| Gearkasse, ekstraudstyr                        | 6-trins automatisk              | 6-trins automatisk              | –                                                                                                   | –                                                                                                   | –                         | 6-trins automatisk           |
| Præstationer                                   |                                 |                                 | | |                           |                              |
| Topfart                                        | 210 km/t (208 km/t)             | 220 km/t                        | Benzinmotor: 185 km/t Elmotor: 100 km/t                                                             | Benzinmotor: 195 km/t Elmotor: 100 km/t                                                             | (240 km/t)                | 202 km/t (197 km/t)          |
| Acceleration, 0–100 km/t                       | 10,0 sek. (10,1 sek.)           | 8,5 sek. (8,7 sek.)             | 9,4 sek.                                                                                            | 9,2 sek.                                                                                            | (7,5 sek.)                | 10,6 sek. (12,0 sek.)        |
| Brændstofforbrug pr. 100 km ved blandet kørsel | 7,0 liter (7,6 liter) Blyfri 95 | 6,7 liter (7,9 liter) Blyfri 91 | 5,3 liter Blyfri 95                                                                                 | 6,1 liter Blyfri 91                                                                                 | (6,9 liter) Blyfri 95     | 4,9 liter (6,0 liter) Diesel |
| CO2-udslip ved blandet kørsel                  | 162 g/km (177 g/km)             | 189 g/km                        | 125 g/km                                                                                            | |                           | 128 g/km (158 g/km)          |

1. ↑  Værdier i parentes ( ) gælder for versioner med automatgear.